# Now That We Don’t Talk
«Now That We Don’t Talk» (с англ. — «Теперь, когда мы не разговариваем») — песня американской певицы Тейлор Свифт из её четвёртого перезаписанного альбома 1989. Свифт написала песню, намереваясь включить её в свой студийный альбом 2014 года 1989, но отказалась от этой затеи, поскольку продюсерская команда не смогла её доработать. Для перезаписанного альбома 1989 (Taylor’s Version) (2023) она совместно с Джеком Антоноффом написала и спродюсировала песню. Она была выпущена 27 октября 2023 года вместе с альбомом. Эта композиция также является третьим из пяти треков из «From The Vault» (и 19-м треком в альбоме).
Песня «Now That We Don’t Talk» представляет собой синти-поп композицию, в ней присутствуют диско-грув, фальцетный вокал и синтезаторы. Музыкальные критики в целом высоко оценили запоминающуюся композицию и остроумный текст, а некоторые отметили её как один из лучших в альбоме. В то же время некоторые из них сочли трек малосодержательным. «Now That We Don’t Talk» достигла второго места в Австралии, Великобритании, Новой Зеландии, США, а также в Billboard Global 200.

## История
Подписав новый контракт с Republic Records, автор-исполнительница Тейлор Свифт в ноябре 2020 года приступила к перезаписи своих первых шести студийных альбомов.
Компания Republic Records выпустила четвёртый перезаписанный альбом Свифт 1989 (Taylor’s Version) 27 октября 2023 года, в девятую годовщину выхода её пятого оригинального студийного альбома 1989 (2014). Оригинальный альбом стал первым «официальным поп-альбомом» Свифт после того, как первые четыре альбома она подавала на радио в стиле кантри, и изменил её артистизм и имидж с кантри на поп. Как и другие её перезаписанные проекты, 1989 (Taylor’s Version) включает пять вновь записанных композиций «From the Vault», которые были написаны Свифт, но не вошли в оригинальный трек-лист. Джек Антонофф выступил соавтором и сопродюсером четырёх треков из хранилища вместе со Свифт. По словам Свифт, песня «Now That We Don’t Talk» была написана в конце работы над 1989 и была исключена из трек-листа, потому что персонал «не смог её правильно доработать». В трек-листе 1989 (Taylor’s Version) она занимает 19 место из 21.
24 ноября 2023 года Свифт исполнила эту песню на акустической гитаре в рамках концерта в Сан-Паулу в рамках своего шестого хедлайнерского концертного тура the Eras Tour. «Я никогда раньше не исполняла эту песню вживую», — сказала она, — «Посмотрим, как я с ней справлюсь». Она снова исполнила её в гитарном мэшапе со своей песней «The Tortured Poets Department» (2024) на шоу в Лиссабоне 25 мая 2024 года в рамках тура.

## Композиция
Песня «Now That We Don’t Talk» написана в стиле синти-поп. Её длина составляет 2 минуты 26 секунд, и это самая короткая песня в дискографии Свифт и диско. Продолжительность 2 минуты и 26 секунд — это самая короткая песня в дискографии Свифт. В композиции использованы диско-грувы, фальцетный вокал в припеве и грохочущие синтезаторы, которые приводят в движение ритм песни.
В песне «Now That We Don’t Talk» есть слова, в которых бывший любовник подвергается остракизму. В песне Свифт поёт: «Со стороны кажется, что ты пытаешься жить дальше». По мере того как героиня Свифт расстаётся с бывшим любовником, она признаёт, что они с ним не могут оставаться друзьями («I cannot be your friend so I pay the price of what I lost, and what it cost») и обращается за советом к своей матери. Далее она высмеивает бывшего возлюбленного за его образ жизни и вкусы: «Мне не нужно притворяться, что я люблю эйсид-рок / Или что мне нравится быть на мегаяхте / С важными мужчинами, которые думают важные мысли». В газете Los Angeles Times Микаэль Вуд написал, что текст песни, критикующий бывшего парня, напоминает песню Свифт 2010 года «Dear John».

## Релиз
9 августа 2023 года Свифт объявила о предстоящем выпуске четвёртого перезаписанного альбома 1989 (Taylor’s Version) во время своего последнего из шести концертов на стадионе Соу-Фай Стэдиум в Инглвуде в рамках тура Eras Tour. Дата выхода перезаписанного альбома была назначена на 27 октября 2023 года, ровно через девять лет после выхода оригинального альбома. Она назвала треки «From the Vault» «такими безумными» и заметила: «Не могу поверить, что их вообще оставили». 19 сентября Свифт обнародовала трек-лист, опубликовав в Instagram видео с анимацией. 21 сентября Свифт представила полный трек-лист альбома 1989 (Taylor’s Version), подтвердив, что третьим из пяти треков из хранилища будет «Now That We Don’t Talk».
1989 (Taylor’s Version) был выпущен 27 октября 2023 года, 19-м треком альбома стала песня «Now That We Don’t Talk (Taylor’s Version) (From the Vault)».

## Отзывы
Роб Шеффилд из Rolling Stone отметил, что песня демонстрирует «язвительное остроумие» Свифт. Критик Paste Элизабет Браатен назвала песню «неизбежной мгновенной классикой в истории Свифт», а критик The Line of Best Fit Келси Барнс оценила фальцет Свифт в треке как «восхитительно заразительный» . Обозреватель NME Холли Герагти назвала «Now That We Don’t Talk» лучшим треком «Vault» из альбома 1989 (Taylor’s Version), отметив «звёздный» вокал Свифт и «восхитительно сухой, молодёжный» текст. Автор Uproxx Джош Курп похвалил трек за музыкальную сенсацию 1980-х годов и сказал, что он имеет потенциал радиохита. Оливье поставил её на четвёртое место среди пяти лучших треков альбома 1989 (Taylor’s Version), назвав её «windows-down… banger». Вуд поставил её на второе место и похвалил как «уморительный разбор чувака, которого [Свифт] рада, что вышвырнула на обочину». В менее позитивном ключе репортёры BBC Entertainment сочли, что этот и другие треки из хранилища уступают оригинальному альбому 1989. Алекс Берри из Clash назвал «Now That We Don’t Talk» самым слабым треком перезаписанного альбома, поскольку «его затмили многие другие великие (песни)».

## Коммерческий успех
В Австралии песня «Is It Over Now?» заняла второе место в чарте ARIA Singles Chart. В Ирландии песня дебютировала на 4-м месте Irish Singles Chart. В Великобритании песня заняла второе место.
В США песня «Now That We Don’t Talk» дебютировала на втором месте в американском чарте Billboard Hot 100 от 11 ноября 2023 года, набрав за первую неделю 28,2 млн стрим-потоков, уступив лидеру чарта недели «Is It Over Now?», ещё одной композиции из альбома 1989 (Taylor’s Version). Это достижение продлило рекорд Свифт по количеству синглов, вошедших в топ-10 (49) и топ-5 (31) в хит-параде Billboard Hot 100 среди женщин. В чарте Billboard Global 200, песня заняла второе место после «Is It Over Now?».

## Участники записи
По данным из буклета альбома.
- Тейлор Свифт — вокал, автор, продюсирование
- Джек Антонофф — продюсирование, автор, бэк-вокал, звукорежиссура, синтезатор, бэк-вокал, гитара
- Зем Ауду — синтезатор, запись синтезатора
- Брайс Бордон — инженер по микшированию
- Сербан Генеа — сведение звука
- Майки Фридом Харт — бас, синтезатор, электрогитара, Rhodes
- Дэвид Харт — запись
- Шон Хатчинсон — барабаны, перкуссия
- Джек Мэннинг — ассистент записи
- Рэнди Меррилл — мастеринг
- Майкл Риддлбергер — ударные, перкуссия
- Меган Серл — ассистент звукозапись
- Лаура Сиск — звукозапись
- Джон Шер — ассистент звукозапись
- Эван Смит — саксофон, синтезатор, программирование

## Чарты
| Чарт (2023)                         | Высшая позиция |
| ----------------------------------- | -------------- |
| Австралия (ARIA)                    | 2              |
| Бельгия (Billboard)                 | 25             |
| Канада (Billboard Canadian Hot 100) | 2              |
| Чехия (Singles Digitál Top 100)     | 52             |
| Франция (SNEP)                      | 148            |
| Мир (Billboard Global 200) ·        | 2              |
| Ирландия (IRMA)                     | 4              |
| Литва (AGATA)                       | 44             |
| Нидерланды (Single Top 100)         | 35             |
| Новая Зеландия (Recorded Music NZ)  | 2              |
| Норвегия (VG-lista)                 | 33             |
| Португалия (AFP)                    | 26             |
| Словакия (Singles Digitál Top 100)  | 48             |
| Швеция (Sverigetopplistan)          | 51             |
| Великобритания (OCC UK Singles)     | 2              |
| США (Billboard Hot 100) ·           | 2              |

## Сертификации
| Регион                                                                      | Сертификация | Продажи |
| --------------------------------------------------------------------------- | ------------ | ------- |
| Австралия (ARIA)                                                            | Золотой      | 35 000  |
| Бразилия (ABPD)                                                             | Золотой      | 20 000  |
| Новая Зеландия (RMNZ)                                                       | Золотой      | 15 000  |
| Великобритания (BPI)                                                        | Серебряный   | 200 000 |
| Данные о продажах + прослушиваниях приведены только на основе сертификации. |              |         |

### Комментарии
1. ↑  Стилизовано с подзаголовком «(Taylor’s Version) (From the Vault)»[1]